# Loturile pentru Campionatul Mondial de Fotbal 1994
Aceasta au fost loturile pentru Campionatul Mondial de Fotbal 1994 din Statele Unite.

## Grupa A

### Columbia
Antrenor principal:  Francisco Maturana
| Nr. | Poz. | Jucător               | Data nașterii (vârsta) | Selecții | Club              |
| --- | ---- | --------------------- | ---------------------- | -------- | ----------------- |
| 1   |      | Óscar Córdoba         | 3 februarie 1970       |          | América de Cali   |
| 2   |      | Andrés Escobar        | 13 martie 1967         |          | Atlético Nacional |
| 3   |      | Alexis Mendoza        | 8 noiembrie 1961       |          | Atlético Junior   |
| 4   |      | Luis Fernando Herrera | 12 iunie 1962          |          | Atlético Nacional |
| 5   |      | Hernán Gaviria        | 27 noiembrie 1969      |          | Atlético Nacional |
| 6   |      | Gabriel Gómez         | 8 decembrie 1959       |          | Atlético Nacional |
| 7   |      | Antony de Ávila       | 21 decembrie 1962      |          | América de Cali   |
| 8   |      | John Harold Lozano    | 30 martie 1972         |          | América de Cali   |
| 9   |      | Iván Valenciano       | 18 martie 1972         |          | Atlético Junior   |
| 10  |      | Carlos Valderrama     | 2 septembrie 1961      |          | Atlético Junior   |
| 11  |      | Adolfo Valencia       | 6 februarie 1968       |          | Bayern            |
| 12  |      | Farid Mondragón       | 21 iunie 1971          |          | Argentinos        |
| 13  |      | Néstor Ortiz          | 20 septembrie 1968     |          | Once Caldas       |
| 14  |      | Leonel Álvarez        | 29 iulie 1965          |          | América de Cali   |
| 15  |      | Luis Carlos Perea     | 29 decembrie 1963      |          | Atlético Junior   |
| 16  |      | Víctor Aristizábal    | 9 decembrie 1971       |          | Atlético Nacional |
| 17  |      | Mauricio Serna        | 22 ianuarie 1968       |          | Atlético Nacional |
| 18  |      | Óscar Cortés          | 19 octombrie 1968      |          | Millonarios       |
| 19  |      | Freddy Rincón         | 14 august 1966         |          | Palmeiras         |
| 20  |      | Wilson Pérez          | 6 august 1967          |          | América de Cali   |
| 21  |      | Faustino Asprilla     | 10 noiembrie 1969      |          | Parma             |
| 22  |      | José María Pazo       | 4 aprilie 1964         |          | Atlético Junior   |

### România
Antrenor principal: Anghel Iordănescu
| Nr. | Poz. | Jucător                   | Data nașterii (vârsta) | Selecții | Club             |
| --- | ---- | ------------------------- | ---------------------- | -------- | ---------------- |
| 1   |      | Florin Prunea             | 8 august 1968          |          | Dinamo           |
| 2   |      | [[Daniel Vasile Petrescu] | 12 octombrie 1967      |          | Format:Genoa     |
| 3   |      | Daniel Prodan             | 23 martie 1972         |          | Steaua București |
| 4   |      | Miodrag Belodedici        | 20 mai 1964            |          | Valencia         |
| 5   |      | Ioan Lupescu              | 9 decembrie 1968       |          | Leverkusen       |
| 6   |      | Gheorghe Popescu          | 9 octombrie 1967       |          | PSV              |
| 7   |      | Dorinel Munteanu          | 25 iunie 1968          |          | Cercle Brugge    |
| 8   |      | Iulian Chiriță            | 2 februarie 1967       |          | Rapid            |
| 9   |      | Florin Răducioiu          | 17 martie 1970         |          | Milan            |
| 10  |      | Gheorghe Hagi             | 5 februarie 1965       |          | Brescia          |
| 11  |      | Ilie Dumitrescu           | 6 ianuarie 1969        |          | Steaua București |
| 12  |      | Bogdan Stelea             | 5 decembrie 1967       |          | Rapid            |
| 13  |      | Tibor Selymes             | 14 mai 1970            |          | Cercle Brugge    |
| 14  |      | Gheorghe Mihali           | 9 decembrie 1965       |          | Dinamo           |
| 15  |      | Basarab Panduru           | 11 iulie 1970          |          | Steaua București |
| 16  |      | Ion Vlădoiu               | 5 noiembrie 1968       |          | Rapid            |
| 17  |      | Viorel Moldovan           | 8 iulie 1972           |          | Dinamo           |
| 18  |      | Constantin Gâlcă          | 8 martie 1972          |          | Steaua București |
| 19  |      | Corneliu Papură           | 5 septembrie 1973      |          | U Craiova        |
| 20  |      | Ovidiu Stângă             | 5 decembrie 1972       |          | U Craiova        |
| 21  |      | Marian Ivan               | 6 ianuarie 1969        |          | FC Brașov        |
| 22  |      | Ștefan Preda              | 18 iunie 1970          |          | Petrolul         |

### Elveția
Antrenor principal:  Roy Hodgson
| Nr. | Poz. | Jucător            | Data nașterii (vârsta) | Selecții | Club           |
| --- | ---- | ------------------ | ---------------------- | -------- | -------------- |
| 1   |      | Marco Pascolo      | 9 mai 1966             | 18       | Servette       |
| 2   |      | Marc Hottiger      | 7 noiembrie 1967       | 41       | Sion           |
| 3   |      | Yvan Quentin       | 2 mai 1970             | 14       | Sion           |
| 4   |      | Dominique Herr     | 25 octombrie 1965      | 39       | Sion           |
| 5   |      | Alain Geiger       | 5 noiembrie 1960       | 94       | Sion           |
| 6   |      | Georges Bregy      | 17 ianuarie 1958       | 50       | Young Boys     |
| 7   |      | Alain Sutter       | 22 ianuarie 1968       | 46       | Nürnberg       |
| 8   |      | Christophe Ohrel   | 7 aprilie 1968         | 28       | Servette       |
| 9   |      | Adrian Knup        | 2 iulie 1968           | 34       | Stuttgart      |
| 10  |      | Ciriaco Sforza     | 2 martie 1970          | 23       | Kaiserslautern |
| 11  |      | Stéphane Chapuisat | 28 iunie 1969          | 36       | Dortmund       |
| 12  |      | Stephan Lehmann    | 15 august 1963         | 6        | Sion           |
| 13  |      | André Egli         | 8 mai 1958             | 79       | Servette       |
| 14  |      | Nestor Subiat      | 23 aprilie 1966        | 7        | Lugano         |
| 15  |      | Marco Grassi       | 8 august 1968          | 9        | Servette       |
| 16  |      | Thomas Bickel      | 6 octombrie 1963       | 41       | Grasshopper    |
| 17  |      | Sébastien Fournier | 27 iunie 1971          | 4        | Sion           |
| 18  |      | Martin Rueda       | 9 ianuarie 1963        | 5        | Luzern         |
| 19  |      | Jürg Studer        | 8 septembrie 1966      | 5        | Zürich         |
| 20  |      | Patrick Sylvestre  | 1 septembrie 1968      | 9        | Lausanne-Sport |
| 21  |      | Thomas Wyss        | 29 august 1966         | 5        | Aarau          |
| 22  |      | Martin Brunner     | 23 aprilie 1963        | 33       | Grasshopper    |

### Statele Unite ale Americii
Antrenor principal:  Bora Milutinović
Precizare: mulți dintre jucători aveau contract cu US Soccer pentru sezonul 1993-94 , deoarece echipa a jucat multe meciuri amicale pentru a pregăti participarea la turneul final.
| Nr. | Poz. | Jucător          | Data nașterii (vârsta) | Selecții | Club                                              |
| --- | ---- | ---------------- | ---------------------- | -------- | ------------------------------------------------- |
| 1   |      | Tony Meola       | 21 februarie 1969      |          | Naționala de fotbal a Statelor Unite ale Americii |
| 2   |      | Mike Lapper      | 28 septembrie 1970     |          | Naționala de fotbal a Statelor Unite ale Americii |
| 3   |      | Mike Burns       | 14 septembrie 1970     |          | Naționala de fotbal a Statelor Unite ale Americii |
| 4   |      | Cle Kooiman      | 4 iulie 1963           |          | Cruz Azul                                         |
| 5   |      | Thomas Dooley    | 12 mai 1961            |          | Naționala de fotbal a Statelor Unite ale Americii |
| 6   |      | John Harkes      | 8 martie 1967          |          | Derby                                             |
| 7   |      | Hugo Perez       | 8 noiembrie 1963       |          | Naționala de fotbal a Statelor Unite ale Americii |
| 8   |      | Earnie Stewart   | 28 martie 1969         |          | Willem II                                         |
| 9   |      | Tab Ramos        | 21 septembrie 1966     |          | Betis                                             |
| 10  |      | Roy Wegerle      | 19 martie 1964         |          | Coventry                                          |
| 11  |      | Eric Wynalda     | 9 iunie 1969           |          | Saarbrücken                                       |
| 12  |      | Juergen Sommer   | 27 februarie 1969      |          | Luton                                             |
| 13  |      | Cobi Jones       | 16 iunie 1970          |          | Naționala de fotbal a Statelor Unite ale Americii |
| 14  |      | Frank Klopas     | 1 septembrie 1966      |          | Naționala de fotbal a Statelor Unite ale Americii |
| 15  |      | Joe-Max Moore    | 23 februarie 1971      |          | Naționala de fotbal a Statelor Unite ale Americii |
| 16  |      | Mike Sorber      | 14 mai 1971            |          | Naționala de fotbal a Statelor Unite ale Americii |
| 17  |      | Marcelo Balboa   | 8 august 1967          |          | Naționala de fotbal a Statelor Unite ale Americii |
| 18  |      | Brad Friedel     | 18 mai 1971            |          | Naționala de fotbal a Statelor Unite ale Americii |
| 19  |      | Claudio Reyna    | 20 iulie 1973          |          | Naționala de fotbal a Statelor Unite ale Americii |
| 20  |      | Paul Caligiuri   | 9 martie 1964          |          | Naționala de fotbal a Statelor Unite ale Americii |
| 21  |      | Fernando Clavijo | 23 ianuarie 1957       |          | Naționala de fotbal a Statelor Unite ale Americii |
| 22  |      | Alexi Lalas      | 1 iunie 1970           |          | Naționala de fotbal a Statelor Unite ale Americii |

## Grupa B

### Brazilia
Antrenor principal: Carlos Alberto Parreira
| Nr. | Poz. | Jucător       | Data nașterii (vârsta) | Selecții | Club            |
| --- | ---- | ------------- | ---------------------- | -------- | --------------- |
| 1   |      | Taffarel      | 8 mai 1966             |          | Reggiana        |
| 2   |      | Jorginho      | 17 august 1964         |          | Bayern          |
| 3   |      | Ricardo Rocha | 11 septembrie 1962     |          | Vasco da Gama   |
| 4   |      | Ronaldão      | 19 iunie 1965          |          | Shimizu S-Pulse |
| 5   |      | Mauro Silva   | 12 ianuarie 1968       |          | La Coruña       |
| 6   |      | Branco        | 4 aprilie 1964         |          | Fluminense      |
| 7   |      | Bebeto        | 16 februarie 1964      |          | La Coruña       |
| 8   |      | Dunga         | 31 octombrie 1963      |          | Stuttgart       |
| 9   |      | Zinho         | 17 iunie 1967          |          | Palmeiras       |
| 10  |      | Raí           | 15 mai 1965            |          | PSG             |
| 11  |      | Romário       | 29 ianuarie 1966       |          | Barcelona       |
| 12  |      | Zetti         | 10 ianuarie 1965       |          | Sao Paulo       |
| 13  |      | Aldair        | 30 noiembrie 1965      |          | Roma            |
| 14  |      | Cafu          | 7 iunie 1970           |          | Sao Paulo       |
| 15  |      | Márcio Santos | 15 septembrie 1969     |          | Bordeaux        |
| 16  |      | Leonardo      | 5 septembrie 1969      |          | Kashima Antlers |
| 17  |      | Mazinho       | 8 aprilie 1966         |          | Palmeiras       |
| 18  |      | Paulo Sérgio  | 2 iunie 1969           |          | Leverkusen      |
| 19  |      | Müller        | 31 ianuarie 1966       |          | Sao Paulo       |
| 20  |      | Ronaldo       | 22 septembrie 1976     |          | Cruzeiro        |
| 21  |      | Viola         | 1 ianuarie 1969        |          | Corinthians     |
| 22  |      | Gilmar        | 13 ianuarie 1959       |          | Flamengo        |

### Camerun
Antrenor principal:  Henri Michel
| Nr. | Poz. | Jucător             | Data nașterii (vârsta) | Selecții | Club               |
| --- | ---- | ------------------- | ---------------------- | -------- | ------------------ |
| 1   |      | Joseph-Antoine Bell | 8 octombrie 1954       |          | Etienne            |
| 2   |      | André Kana-Biyik    | 1 septembrie 1965      |          | Le Havre           |
| 3   |      | Rigobert Song       | 1 iulie 1976           |          | Tonnerre           |
| 4   |      | Samuel Ekeme        | 12 iulie 1966          |          | Yaoundé            |
| 5   |      | Victor Ndip         | 18 august 1967         |          | Olympic Mvolyé     |
| 6   |      | Thomas Libiih       | 17 noiembrie 1967      |          | Ohud Medina        |
| 7   |      | François Omam-Biyik | 21 mai 1966            |          | Lens               |
| 8   |      | Emile Mbouh         | 30 mai 1966            |          | Nadi Qatar         |
| 9   |      | Roger Milla         | 20 mai 1952            |          | Tonnerre           |
| 10  |      | Louis-Paul Mfédé    | 26 februarie 1961      |          | Yaoundé            |
| 11  |      | Emmanuel Maboang    | 27 noiembrie 1968      |          | Rio Ave            |
| 12  |      | Paul Loga           | 14 august 1969         |          | Prevoyance Yaoundé |
| 13  |      | Raymond Kalla       | 22 aprilie 1975        |          | Yaoundé            |
| 14  |      | Stephen Tataw       | 31 martie 1963         |          | Olympic Mvolyé     |
| 15  |      | Hans Agbo           | 26 septembrie 1967     |          | Olympic Mvolyé     |
| 16  |      | Alphonse Tchami     | 14 septembrie 1971     |          | Odense             |
| 17  |      | Marc-Vivien Foé     | 1 mai 1975             |          | Yaoundé            |
| 18  |      | Jean-Pierre Fiala   | 22 aprilie 1969        |          | Yaoundé            |
| 19  |      | David Embé          | 13 noiembrie 1973      |          | Belenenses         |
| 20  |      | Georges Mouyémé     | 15 aprilie 1971        |          | Troyes             |
| 21  |      | Thomas Nkono        | 20 iulie 1956          |          | CE L'Hospitalet    |
| 22  |      | Jacques Songo'o     | 17 martie 1964         |          | Metz               |

### Rusia
Antrenor principal: Pavel Sadyrin
| Nr. | Poz. | Jucător               | Data nașterii (vârsta) | Selecții | Club            |
| --- | ---- | --------------------- | ---------------------- | -------- | --------------- |
| 1   |      | Stanislav Cherchesov  | 2 septembrie 1963      | 19       | Dynamo Dresda   |
| 2   |      | Dmitri Kuznetsov      | 28 august 1965         | 26       | Espanyol        |
| 3   |      | Sergei Gorlukovich    | 18 noiembrie 1961      | 32       | Uerdingen 05    |
| 4   |      | Dmitri Galiamin       | 8 ianuarie 1963        | 18       | Espanyol        |
| 5   |      | Yuri Nikiforov        | 16 septembrie 1970     | 8        | Spartak Moscova |
| 6   |      | Vladislav Ternavski   | 2 mai 1969             | 2        | Spartak Moscova |
| 7   |      | Andrei Piatnitski     | 27 septembrie 1967     | 9        | Spartak Moscova |
| 8   |      | Dmitri Popov          | 27 februarie 1969      | 11       | Santander       |
| 9   |      | Oleg Salenko          | 25 octombrie 1969      | 5        | CD Logroñés     |
| 10  |      | Valery Karpin         | 2 februarie 1969       | 10       | Spartak Moscova |
| 11  |      | Vladimir Beschastnykh | 1 aprilie 1974         | 9        | Spartak Moscova |
| 12  |      | Omari Tetradze        | 13 octombrie 1969      | 13       | Dinamo Mos.     |
| 13  |      | Aleksandr Borodyuk    | 30 noiembrie 1962      | 13       | Freiburg        |
| 14  |      | Igor Korneev          | 4 septembrie 1967      | 7        | Espanyol        |
| 15  |      | Dmitri Radchenko      | 2 decembrie 1970       | 14       | Santander       |
| 16  |      | Dmitri Kharine        | 16 august 1968         | 22       | Chelsea         |
| 17  |      | Ilia Tsymbalar        | 17 februarie 1969      | 2        | Spartak Moscova |
| 18  |      | Viktor Onopko         | 14 octombrie 1969      | 21       | Spartak Moscova |
| 19  |      | Aleksandr Mostovoi    | 22 august 1968         | 20       | Caen            |
| 20  |      | Igor Lediakhov        | 22 mai 1968            | 15       | Spartak Moscova |
| 21  |      | Dmitri Khlestov       | 21 ianuarie 1971       | 12       | Spartak Moscova |
| 22  |      | Sergei Yuran          | 11 iunie 1969          | 27       | Benfica         |

Precizare: numărul de selecții cuprinde și selecțiile pentru Uniunea Sovietică, CIS și cele pentru Rusia, dar nu cuprinde selecțiile pentru alte state (cum ar fi cele pentru Ucraina).

### Suedia
Antrenor principal: Tommy Svensson
| Nr. | Poz. | Jucător           | Data nașterii (vârsta) | Selecții | Club                |
| --- | ---- | ----------------- | ---------------------- | -------- | ------------------- |
| 1   |      | Thomas Ravelli    | 13 august 1959         | 110      | Göteborg            |
| 2   |      | Roland Nilsson    | 27 noiembrie 1963      | 62       | Sheffield Wednesday |
| 3   |      | Patrik Andersson  | 18 august 1971         | 23       | M'gladbach          |
| 4   |      | Joachim Björklund | 15 martie 1971         | 22       | Göteborg            |
| 5   |      | Roger Ljung       | 8 ianuarie 1966        | 46       | Galatasaray         |
| 6   |      | Stefan Schwarz    | 18 aprilie 1969        | 29       | Benfica             |
| 7   |      | Henrik Larsson    | 20 septembrie 1971     | 7        | Feyenoord           |
| 8   |      | Klas Ingesson     | 20 august 1968         | 42       | PSV                 |
| 9   |      | Jonas Thern       | 20 martie 1967         | 47       | Napoli              |
| 10  |      | Martin Dahlin     | 16 aprilie 1968        | 29       | M'gladbach          |
| 11  |      | Tomas Brolin      | 29 noiembrie 1969      | 31       | Parma               |
| 12  |      | Lars Eriksson     | 21 septembrie 1965     | 14       | Norrköping          |
| 13  |      | Mikael Nilsson    | 28 septembrie 1968     | 12       | Göteborg            |
| 14  |      | Pontus Kåmark     | 5 aprilie 1969         | 12       | Göteborg            |
| 15  |      | Teddy Lucic       | 15 aprilie 1973        | 0        | Västra Frölunda     |
| 16  |      | Anders Limpar     | 24 septembrie 1965     | 51       | Everton             |
| 17  |      | Stefan Rehn       | 22 septembrie 1966     | 38       | Göteborg            |
| 18  |      | Håkan Mild        | 14 iunie 1971          | 12       | Servette            |
| 19  |      | Kennet Andersson  | 6 octombrie 1967       | 24       | Lille               |
| 20  |      | Magnus Erlingmark | 8 iulie 1968           | 24       | Göteborg            |
| 21  |      | Jesper Blomqvist  | 5 februarie 1974       | 8        | Göteborg            |
| 22  |      | Magnus Hedman     | 19 martie 1973         | 0        | AIK Solna           |

- Numărul de selecții la 10 iunie 1994

## Grupa C

### Bolivia
Antrenor principal:  Xabier Azkargorta
| Nr. | Poz. | Jucător                | Data nașterii (vârsta) | Selecții | Club                   |
| --- | ---- | ---------------------- | ---------------------- | -------- | ---------------------- |
| 1   |      | Carlos Trucco          | 8 august 1957          | 44       | Club Bolívar           |
| 2   |      | Juan Manuel Peña       | 17 ianuarie 1973       |          | Independiente Santa Fe |
| 3   |      | Marco Sandy            | 29 august 1971         |          | Club Bolívar           |
| 4   |      | Miguel Rimba           | 1 noiembrie 1967       |          | Club Bolívar           |
| 5   |      | Gustavo Quinteros      | 15 februarie 1965      |          | The Strongest          |
| 6   |      | Carlos Borja           | 25 decembrie 1956      |          | Club Bolívar           |
| 7   |      | Mario Pinedo           | 9 aprilie 1964         |          | Oriente Petrolero      |
| 8   |      | José Milton Melgar     | 20 septembrie 1959     |          | The Strongest          |
| 9   |      | Álvaro Peña            | 11 februarie 1966      |          | Deportes Temuco        |
| 10  |      | Marco Etcheverry       | 26 septembrie 1970     |          | Colo-Colo              |
| 11  |      | Jaime Moreno           | 19 ianuarie 1974       |          | Club Blooming          |
| 12  |      | Darío Rojas            | 20 ianuarie 1960       |          | Oriente Petrolero      |
| 13  |      | Modesto Soruco         | 12 februarie 1966      |          | Once Caldas            |
| 14  |      | Mauricio Ramos         | 23 septembrie 1969     |          | Club Destroyers        |
| 15  |      | Vladimir Soria         | 15 iulie 1964          |          | Club Bolívar           |
| 16  |      | Luis Cristaldo         | 31 august 1969         |          | Club Bolivar           |
| 17  |      | Óscar Sánchez          | 16 iulie 1971          |          | Atlético Nacional      |
| 18  |      | Luis Ramallo           | 4 iulie 1961           |          | Oriente Petrolero      |
| 19  |      | Marcelo Torrico        | 11 ianuarie 1972       |          | The Strongest          |
| 20  |      | Ramiro Castillo        | 27 martie 1966         |          | CA Platense            |
| 21  |      | Erwin Sánchez          | 19 octombrie 1969      |          | Boavista               |
| 22  |      | Julio César Baldivieso | 2 decembrie 1971       |          | Club Bolívar           |

### Germania
Antrenor principal: Berti Vogts
| Nr. | Poz. | Jucător           | Data nașterii (vârsta) | Selecții | Club                |
| --- | ---- | ----------------- | ---------------------- | -------- | ------------------- |
| 1   |      | Bodo Illgner      | 7 aprilie 1967         |          | Köln                |
| 2   |      | Thomas Strunz     | 25 aprilie 1968        |          | Stuttgart           |
| 3   |      | Andreas Brehme    | 9 noiembrie 1960       |          | Kaiserslautern      |
| 4   |      | Jürgen Kohler     | 6 octombrie 1965       |          | Juventus            |
| 5   |      | Thomas Helmer     | 21 aprilie 1965        |          | Bayern              |
| 6   |      | Guido Buchwald    | 24 ianuarie 1961       |          | Stuttgart           |
| 7   |      | Andreas Möller    | 2 septembrie 1967      |          | Juventus            |
| 8   |      | Thomas Häßler     | 30 mai 1966            |          | Roma                |
| 9   |      | Karl-Heinz Riedle | 16 septembrie 1965     |          | Dortmund            |
| 10  |      | Lothar Matthäus   | 21 martie 1961         |          | Bayern              |
| 11  |      | Stefan Kuntz      | 30 octombrie 1962      |          | Kaiserslautern      |
| 12  |      | Andreas Köpke     | 12 martie 1962         |          | Nürnberg            |
| 13  |      | Rudi Völler       | 13 aprilie 1960        |          | Marseille           |
| 14  |      | Thomas Berthold   | 12 noiembrie 1964      |          | Stuttgart           |
| 15  |      | Maurizio Gaudino  | 12 decembrie 1966      |          | Eintracht Frankfurt |
| 16  |      | Matthias Sammer   | 5 septembrie 1967      |          | Dortmund            |
| 17  |      | Martin Wagner     | 24 februarie 1968      |          | Kaiserslautern      |
| 18  |      | Jürgen Klinsmann  | 30 iulie 1964          |          | Monaco              |
| 19  |      | Ulf Kirsten       | 4 decembrie 1965       |          | Leverkusen          |
| 20  |      | Stefan Effenberg  | 2 august 1968          |          | Fiorentina          |
| 21  |      | Mario Basler      | 18 decembrie 1968      |          | Werder Bremen       |
| 22  |      | Oliver Kahn       | 15 iunie 1969          |          | Karlsruher          |

### Coreea de Sud
Antrenor principal:  Kim Ho
| Nr. | Poz. | Jucător        | Data nașterii (vârsta) | Selecții | Club                  |
| --- | ---- | -------------- | ---------------------- | -------- | --------------------- |
| 1   |      | Choi In-Young  | 5 martie 1962          |          | Ulsan Hyundai FC      |
| 2   |      | Chung Jong-Son | 20 martie 1966         |          | Ulsan Hyundai FC      |
| 3   |      | Lee Jong-Hwa   | 20 iulie 1963          |          | Seongnam Ilhwa Chunma |
| 4   |      | Kim Pan-Keun   | 5 martie 1966          |          | FC Seoul              |
| 5   |      | Park Jung-Bae  | 19 februarie 1967      |          | Busan I'Park          |
| 6   |      | Lee Young-Jin  | 27 octombrie 1963      |          | FC Seoul              |
| 7   |      | Shin Hong-Gi   | 4 mai 1968             |          | Ulsan Hyundai FC      |
| 8   |      | Noh Jung-Yoon  | 28 martie 1971         |          | Sanfrecce Hiroshima   |
| 9   |      | Kim Joo-Sung   | 17 ianuarie 1966       |          | Bochum                |
| 10  |      | Ko Jeong-Woon  | 27 iunie 1966          |          | Seongnam Ilhwa Chunma |
| 11  |      | Seo Jung-Won   | 17 decembrie 1970      |          | Sangju Sangmu Phoenix |
| 12  |      | Choi Young-Il  | 25 aprilie 1966        |          | Ulsan Hyundai FC      |
| 13  |      | Ahn Ik-Soo     | 6 mai 1965             |          | Seongnam Ilhwa Chunma |
| 14  |      | Choi Dae-Shik  | 10 ianuarie 1971       |          | FC Seoul              |
| 15  |      | Cho Jin-Ho     | 2 august 1972          |          | Pohang Steelers       |
| 16  |      | Ha Seok-Ju     | 20 februarie 1968      |          | Busan I'Park          |
| 17  |      | Gu Sang-Bum    | 15 iunie 1964          |          | Busan I'Park          |
| 18  |      | Hwang Sun-Hong | 14 iulie 1968          |          | Pohang Steelers       |
| 19  |      | Choi Moon-Sik  | 6 ianuarie 1971        |          | Pohang Steelers       |
| 20  |      | Hong Myung-Bo  | 12 februarie 1969      |          | Pohang Steelers       |
| 21  |      | Park Chul-Woo  | 29 septembrie 1965     |          | FC Seoul              |
| 22  |      | Lee Woon-Jae   | 26 aprilie 1973        |          | Kyung Hee University  |

### Spania
Antrenor principal: Javier Clemente
| Nr. | Poz. | Jucător                 | Data nașterii (vârsta) | Selecții | Club            |
| --- | ---- | ----------------------- | ---------------------- | -------- | --------------- |
| 1   |      | Andoni Zubizarreta      | 23 octombrie 1961      | 87       | Barcelona       |
| 2   |      | Albert Ferrer           | 6 iunie 1970           | 16       | Barcelona       |
| 3   |      | Jorge Otero             | 8 martie 1969          | 5        | Celta Vigo      |
| 4   |      | Francisco José Camarasa | 27 septembrie 1967     | 9        | Valencia        |
| 5   |      | Abelardo                | 19 martie 1970         | 9        | Gijón           |
| 6   |      | Fernando Hierro         | 23 martie 1968         | 23       | Real Madrid     |
| 7   |      | Ion Andoni Goikoetxea   | 21 octombrie 1965      | 22       | Barcelona       |
| 8   |      | Julen Guerrero          | 7 ianuarie 1974        | 9        | Athletic Bilbao |
| 9   |      | Josep Guardiola         | 18 ianuarie 1971       | 11       | Barcelona       |
| 10  |      | José Mari Bakero        | 11 februarie 1963      | 25       | Barcelona       |
| 11  |      | Txiki Begiristain       | 12 august 1964         | 21       | Barcelona       |
| 12  |      | Sergi                   | 28 decembrie 1971      | 2        | Barcelona       |
| 13  |      | Santiago Cañizares      | 18 decembrie 1969      | 4        | Celta Vigo      |
| 14  |      | Juanele                 | 10 aprilie 1971        | 4        | Gijón           |
| 15  |      | José Luis Caminero      | 8 noiembrie 1967       | 4        | Atlético Madrid |
| 16  |      | Felipe Miñambres        | 29 aprilie 1965        | 4        | Tenerife        |
| 17  |      | Voro                    | 9 octombrie 1963       | 4        | La Coruña       |
| 18  |      | Rafael Alkorta          | 16 septembrie 1968     | 19       | Real Madrid     |
| 19  |      | Julio Salinas           | 11 septembrie 1962     | 43       | Barcelona       |
| 20  |      | Miguel Ángel Nadal      | 28 iulie 1966          | 11       | Barcelona       |
| 21  |      | Luis Enrique            | 8 mai 1970             | 5        | Real Madrid     |
| 22  |      | Julen Lopetegui         | 28 august 1966         | 1        | CD Logroñés     |

## Grupa D

### Argentina
Antrenor principal: Alfio Basile
| Nr. | Poz. | Jucător                | Data nașterii (vârsta) | Selecții | Club                |
| --- | ---- | ---------------------- | ---------------------- | -------- | ------------------- |
| 1   |      | Sergio Goycochea       | 17 octombrie 1963      |          | River Plate         |
| 2   |      | Sergio Vázquez         | 23 noiembrie 1965      |          | U Católica          |
| 3   |      | José Chamot            | 17 mai 1969            |          | Foggia              |
| 4   |      | Roberto Néstor Sensini | 12 octombrie 1966      |          | Parma               |
| 5   |      | Fernando Redondo       | 6 iunie 1969           |          | Tenerife            |
| 6   |      | Oscar Ruggeri          | 26 ianuarie 1962       |          | San Lorenzo         |
| 7   |      | Claudio Caniggia       | 9 ianuarie 1967        |          | Roma                |
| 8   |      | José Basualdo          | 20 iunie 1963          |          | Vélez Sársfield     |
| 9   |      | Gabriel Batistuta      | 1 februarie 1969       |          | Fiorentina          |
| 10  |      | Diego Maradona         | 30 octombrie 1960      |          | Newell's Old Boys   |
| 11  |      | Ramón Medina Bello     | 29 aprilie 1966        |          | Yokohama F. Marinos |
| 12  |      | Luis Islas             | 22 decembrie 1965      |          | Independiente       |
| 13  |      | Fernando Cáceres       | 7 februarie 1969       |          | Zaragoza            |
| 14  |      | Diego Simeone          | 28 aprilie 1970        |          | Sevilla             |
| 15  |      | Jorge Borelli          | 2 noiembrie 1964       |          | Racing Club         |
| 16  |      | Hernán Díaz            | 26 februarie 1965      |          | River Plate         |
| 17  |      | Ariel Ortega           | 4 martie 1974          |          | River Plate         |
| 18  |      | Hugo Pérez             | 6 octombrie 1968       |          | Independiente       |
| 19  |      | Abel Balbo             | 1 iunie 1966           |          | Roma                |
| 20  |      | Leonardo Rodríguez     | 27 august 1966         |          | Dortmund            |
| 21  |      | Alejandro Mancuso      | 4 septembrie 1968      |          | Boca Juniors        |
| 22  |      | Norberto Scoponi       | 13 ianuarie 1961       |          | Newell's Old Boys   |

### Bulgaria
Antrenor principal: Dimitar Penev
| Nr. | Poz. | Jucător            | Data nașterii (vârsta) | Selecții | Club              |
| --- | ---- | ------------------ | ---------------------- | -------- | ----------------- |
| 1   |      | Borislav Mikhailov | 12 februarie 1963      | 66       | FC Mulhouse       |
| 2   |      | Emil Kremenliev    | 13 august 1969         | 7        | Levski Sofia      |
| 3   |      | Trifon Ivanov      | 27 iulie 1965          | 39       | Xamax             |
| 4   |      | Tsanko Tsvetanov   | 6 ianuarie 1970        | 16       | Levski Sofia      |
| 5   |      | Petar Houbchev     | 26 februarie 1964      | 15       | Hamburg           |
| 6   |      | Zlatko Yankov      | 7 august 1966          | 31       | Levski Sofia      |
| 7   |      | Emil Kostadinov    | 12 august 1967         | 32       | Porto             |
| 8   |      | Hristo Stoichkov   | 8 februarie 1966       | 41       | Barcelona         |
| 9   |      | Yordan Letchkov    | 9 iulie 1967           | 14       | Hamburg           |
| 10  |      | Nasko Sirakov      | 26 aprilie 1962        | 55       | Levski Sofia      |
| 11  |      | Daniel Borimirov   | 16 ianuarie 1970       | 9        | Levski Sofia      |
| 12  |      | Plamen Nikolov     | 20 august 1961         | 5        | Levski Sofia      |
| 13  |      | Ivaylo Yordanov    | 22 aprilie 1968        | 10       | Sporting          |
| 14  |      | Boncho Genchev     | 7 iulie 1964           | 4        | Ipswich           |
| 15  |      | Nikolay Iliev      | 31 martie 1964         | 48       | Rennes            |
| 16  |      | Ilian Kiriakov     | 4 august 1967          | 35       | CP Merida         |
| 17  |      | Petar Mihtarski    | 15 iulie 1966          | 5        | Pirin Blagoevgrad |
| 18  |      | Petar Aleksandrov  | 7 decembrie 1962       | 26       | Aarau             |
| 19  |      | Georgi Georgiev    | 10 ianuarie 1963       | 10       | FC Mulhouse       |
| 20  |      | Krassimir Balakov  | 29 martie 1966         | 33       | Sporting          |
| 21  |      | Velko Yotov        | 26 august 1970         | 6        | Espanyol          |
| 22  |      | Ivaylo Andonov     | 14 august 1967         | 5        | ȚSKA Sofia        |

### Grecia
Antrenor principal: Alketas Panagoulias
| Nr. | Poz. | Jucător               | Data nașterii (vârsta) | Selecții | Club          |
| --- | ---- | --------------------- | ---------------------- | -------- | ------------- |
| 1   |      | Antonis Minou         | 4 mai 1958             |          | Smyrnis       |
| 2   |      | Stratos Apostolakis   | 11 mai 1964            |          | Panathinaikos |
| 3   |      | Thanasis Kolitsidakis | 20 noiembrie 1966      |          | Panathinaikos |
| 4   |      | Stelios Manolas       | 13 iulie 1961          |          | AEK Atena     |
| 5   |      | Ioannis Kalitzakis    | 10 februarie 1966      |          | Panathinaikos |
| 6   |      | Giotis Tsalouchidis   | 30 martie 1963         |          | Olympiacos    |
| 7   |      | Dimitris Saravakos    | 26 iulie 1961          |          | Panathinaikos |
| 8   |      | Nikos Nioplias        | 17 ianuarie 1965       |          | Panathinaikos |
| 9   |      | Nikos Machlas         | 16 iunie 1973          |          | OFI Creta     |
| 10  |      | Tasos Mitropoulos     | 23 august 1957         |          | AEK Atena     |
| 11  |      | Nikos Tsiantakis      | 20 octombrie 1963      |          | Olympiacos    |
| 12  |      | Spiros Marangos       | 20 februarie 1967      |          | Panathinaikos |
| 13  |      | Vaios Karagiannis     | 25 iunie 1968          |          | AEK Atena     |
| 14  |      | Vasilis Dimitriadis   | 1 februarie 1966       |          | AEK Atena     |
| 15  |      | Christos Karkamanis   | 22 septembrie 1969     |          | Aris Salonic  |
| 16  |      | Alexis Alexoudis      | 20 iunie 1972          |          | OFI Creta     |
| 17  |      | Minas Hantzidis       | 4 iulie 1966           |          | Olympiacos    |
| 18  |      | Kiriakos Karataidis   | 4 iulie 1965           |          | Olympiacos    |
| 19  |      | Savvas Kofidis        | 21 martie 1961         |          | Aris Salonic  |
| 20  |      | Elias Atmatsidis      | 24 aprilie 1969        |          | AEK Atena     |
| 21  |      | Alekos Alexandris     | 21 octombrie 1968      |          | Olympiacos    |
| 22  |      | Alexis Alexiou        | 8 septembrie 1963      |          | PAOK          |

### Nigeria
Antrenor principal:  Clemens Westerhof
| Nr. | Poz. | Jucător             | Data nașterii (vârsta) | Selecții | Club                |
| --- | ---- | ------------------- | ---------------------- | -------- | ------------------- |
| 1   |      | Peter Rufai         | 24 august 1963         |          | Go Ahead Eagles     |
| 2   |      | Augustine Eguavoen  | 19 august 1965         |          | Kortrijk            |
| 3   |      | Benedict Iroha      | 29 noiembrie 1969      |          | Vitesse             |
| 4   |      | Stephen Keshi       | 23 ianuarie 1962       |          | Molenbeek⁠(d)        |
| 5   |      | Uche Okechukwu      | 27 septembrie 1967     |          | Fenerbahçe          |
| 6   |      | Chidi Nwanu         | 1 ianuarie 1967        |          | Anderlecht          |
| 7   |      | Finidi George       | 15 aprilie 1971        |          | Ajax                |
| 8   |      | Thompson Oliha      | 4 octombrie 1968       |          | Africa Sports       |
| 9   |      | Rashidi Yekini      | 23 octombrie 1964      |          | Vitoria Setubal     |
| 10  |      | Jay-Jay Okocha      | 14 august 1973         |          | Eintracht Frankfurt |
| 11  |      | Emmanuel Amuneke    | 25 decembrie 1970      |          | Zamalek             |
| 12  |      | Samson Siasia       | 14 august 1967         |          | Nantes              |
| 13  |      | Emeka Ezeugo        | 16 decembrie 1965      |          | Honvéd Budapesta    |
| 14  |      | Daniel Amokachi     | 30 decembrie 1972      |          | Club Brugge         |
| 15  |      | Sunday Oliseh       | 14 septembrie 1974     |          | RFC de Liège        |
| 16  |      | Alloysius Agu       | 12 iulie 1967          |          | RFC de Liège        |
| 17  |      | Victor Ikpeba       | 12 iunie 1973          |          | Monaco              |
| 18  |      | Efan Ekoku          | 8 iunie 1967           |          | Norwich             |
| 19  |      | Michael Emenalo     | 14 iulie 1965          |          | Trier 05            |
| 20  |      | Uche Okafor         | 8 august 1967          |          | Hannover 96         |
| 21  |      | Mutiu Adepoju       | 22 decembrie 1970      |          | Santander           |
| 22  |      | Wilfred Agbonavbare | 5 octombrie 1965       |          | Rayo Vallecano      |

## Grupa E

### Italia
Antrenor principal: Arrigo Sacchi
| Nr. | Poz. | Jucător               | Data nașterii (vârsta) | Selecții | Club         |
| --- | ---- | --------------------- | ---------------------- | -------- | ------------ |
| 1   |      | Gianluca Pagliuca     | 18 decembrie 1966      |          | Sampdoria    |
| 2   |      | Luigi Apolloni        | 2 mai 1967             |          | Parma        |
| 3   |      | Antonio Benarrivo     | 21 august 1968         |          | Parma        |
| 4   |      | Alessandro Costacurta | 24 aprilie 1966        |          | Milan        |
| 5   |      | Paolo Maldini         | 26 iunie 1968          |          | Milan        |
| 6   |      | Franco Baresi         | 8 mai 1960             |          | Milan        |
| 7   |      | Lorenzo Minotti       | 8 februarie 1967       |          | Parma        |
| 8   |      | Roberto Mussi         | 25 august 1963         |          | Torino       |
| 9   |      | Mauro Tassotti        | 19 ianuarie 1960       |          | Milan        |
| 10  |      | Roberto Baggio        | 18 februarie 1967      |          | Juventus     |
| 11  |      | Demetrio Albertini    | 23 august 1971         |          | Milan        |
| 12  |      | Luca Marchegiani      | 22 februarie 1966      |          | Lazio        |
| 13  |      | Dino Baggio           | 24 iulie 1971          |          | Juventus     |
| 14  |      | Nicola Berti          | 14 aprilie 1967        |          | Inter Milano |
| 15  |      | Antonio Conte         | 31 iulie 1969          |          | Juventus     |
| 16  |      | Roberto Donadoni      | 9 septembrie 1963      |          | Milan        |
| 17  |      | Alberigo Evani        | 1 ianuarie 1963        |          | Sampdoria    |
| 18  |      | Pierluigi Casiraghi   | 4 martie 1969          |          | Lazio        |
| 19  |      | Daniele Massaro       | 23 mai 1961            |          | Milan        |
| 20  |      | Giuseppe Signori      | 17 februarie 1968      |          | Lazio        |
| 21  |      | Gianfranco Zola       | 5 iulie 1966           |          | Parma        |
| 22  |      | Luca Bucci            | 13 martie 1969         |          | Parma        |

### Mexic
Antrenor principal: Miguel Mejía Barón
| Nr. | Poz. | Jucător                      | Data nașterii (vârsta) | Selecții | Club            |
| --- | ---- | ---------------------------- | ---------------------- | -------- | --------------- |
| 1   |      | Jorge Campos                 | 15 octombrie 1966      | 54       | UNAM Pumas      |
| 2   |      | Claudio Suárez               | 17 decembrie 1968      | 41       | UNAM Pumas      |
| 3   |      | Juan de Dios Ramírez Perales | 8 martie 1969          | 42       | UNAM Pumas      |
| 4   |      | Ignacio Ambríz               | 7 februarie 1965       |          | Necaxa          |
| 5   |      | Ramón Ramírez                | 5 decembrie 1969       |          | Santos Laguna   |
| 6   |      | Marcelino Bernal             | 27 mai 1962            |          | Club Toluca     |
| 7   |      | Carlos Hermosillo            | 24 august 1964         |          | Cruz Azul       |
| 8   |      | Alberto García Aspe          | 11 mai 1967            |          | Necaxa          |
| 9   |      | Hugo Sánchez                 | 11 iulie 1958          |          | Rayo Vallecano  |
| 10  |      | Luis García                  | 1 iunie 1969           |          | Atlético Madrid |
| 11  |      | Luis Roberto Alves           | 23 mai 1967            |          | Club América    |
| 12  |      | Félix Fernández              | 1 noiembrie 1967       |          | CF Atlante      |
| 13  |      | Juan Carlos Chávez           | 18 ianuarie 1967       |          | Club Atlas      |
| 14  |      | Joaquín del Olmo             | 20 aprilie 1969        |          | CD Veracruz     |
| 15  |      | Missael Espinoza             | 12 aprilie 1965        |          | CD Guadalajara  |
| 16  |      | Luis Antonio Valdéz          | 1 iulie 1967           |          | Club León       |
| 17  |      | Benjamín Galindo             | 11 decembrie 1960      |          | CD Guadalajara  |
| 18  |      | José Luis Salgado            | 3 aprilie 1966         |          | Tecos           |
| 19  |      | Luis Miguel Salvador         | 26 februarie 1968      |          | CF Atlante      |
| 20  |      | Jorge Rodríguez              | 18 aprilie 1968        |          | Club Toluca     |
| 21  |      | Raúl Gutiérrez               | 16 octombrie 1966      |          | CF Atlante      |
| 22  |      | Adrián Chávez                | 27 iunie 1962          |          | Club América    |

### Norvegia
Antrenor principal: Egil Olsen
| Nr. | Poz. | Jucător             | Data nașterii (vârsta) | Selecții | Club              |
| --- | ---- | ------------------- | ---------------------- | -------- | ----------------- |
| 1   |      | Erik Thorstvedt     | 28 octombrie 1962      | 84       | Tottenham         |
| 2   |      | Gunnar Halle        | 11 august 1965         | 44       | Oldham            |
| 3   |      | Erland Johnsen      | 5 aprilie 1967         | 20       | Chelsea           |
| 4   |      | Rune Bratseth       | 19 martie 1961         | 57       | Werder Bremen     |
| 5   |      | Stig Inge Bjørnebye | 11 decembrie 1969      | 34       | Liverpool         |
| 6   |      | Jostein Flo         | 3 octombrie 1964       | 23       | Sheffield United  |
| 7   |      | Erik Mykland        | 21 iulie 1971          | 25       | Start             |
| 8   |      | Øyvind Leonhardsen  | 17 august 1970         | 29       | Rosenborg         |
| 9   |      | Jan Åge Fjørtoft    | 10 ianuarie 1967       | 50       | Swindon           |
| 10  |      | Kjetil Rekdal       | 6 noiembrie 1968       | 32       | Lierse            |
| 11  |      | Mini Jakobsen       | 8 noiembrie 1965       | 44       | Young Boys        |
| 12  |      | Frode Grodås        | 24 octombrie 1964      | 12       | Lillestrøm        |
| 13  |      | Ola By Rise         | 14 noiembrie 1960      | 25       | Rosenborg         |
| 14  |      | Roger Nilsen        | 8 august 1969          | 20       | Sheffield United  |
| 15  |      | Karl Petter Løken   | 14 august 1966         | 32       | Rosenborg         |
| 16  |      | Gøran Sørloth       | 16 iulie 1962          | 54       | Bursaspor         |
| 17  |      | Dan Eggen           | 13 ianuarie 1970       | 2        | Brøndby           |
| 18  |      | Alf-Inge Haaland    | 23 noiembrie 1972      | 3        | Nottingham Forest |
| 19  |      | Roar Strand         | 2 februarie 1970       | 1        | Rosenborg         |
| 20  |      | Henning Berg        | 1 septembrie 1969      | 16       | Blackburn Rovers  |
| 21  |      | Sigurd Rushfeldt    | 11 decembrie 1972      | 1        | Tromsø            |
| 22  |      | Lars Bohinen        | 8 septembrie 1969      | 29       | Nottingham Forest |

### Republica Irlanda
Antrenor principal:  Jack Charlton
| Nr. | Poz. | Jucător          | Data nașterii (vârsta) | Selecții | Goluri | Club                |
| --- | ---- | ---------------- | ---------------------- | -------- | ------ | ------------------- |
| 1   | P    | Packie Bonner    | 24 mai 1960            | 73       | 0      | Celtic              |
| 2   | F    | Denis Irwin      | 31 octombrie 1965      | 26       | 1      | Manchester United   |
| 3   | F    | Terry Phelan     | 16 martie 1967         | 22       | 0      | Manchester City     |
| 4   | F    | Kevin Moran      | 29 aprilie 1956        | 69       | 6      | Blackburn Rovers    |
| 5   | F    | Paul McGrath     | 4 decembrie 1959       | 65       | 7      | Aston Villa         |
| 6   | M    | Roy Keane        | 10 august 1971         | 22       | 0      | Manchester United   |
| 7   | M    | Andy Townsend    | 23 iulie 1963          | 45       | 5      | Aston Villa         |
| 8   | M    | Ray Houghton     | 9 ianuarie 1962        | 58       | 3      | Aston Villa         |
| 9   | A    | John Aldridge    | 18 septembrie 1958     | 57       | 13     | Tranmere Rovers     |
| 10  | M    | John Sheridan    | 1 octombrie 1964       | 19       | 3      | Sheffield Wednesday |
| 11  | F    | Steve Staunton   | 19 ianuarie 1969       | 47       | 5      | Aston Villa         |
| 12  | F    | Gary Kelly       | 9 iulie 1974           | 5        | 1      | Leeds United        |
| 13  | F    | Alan Kernaghan   | 25 aprilie 1967        | 11       | 1      | Manchester City     |
| 14  | F    | Phil Babb        | 30 octombrie 1970      | 5        | 0      | Coventry            |
| 15  | A    | Tommy Coyne      | 14 noiembrie 1962      | 14       | 4      | Motherwell          |
| 16  | A    | Tony Cascarino   | 1 septembrie 1962      | 50       | 12     | Chelsea             |
| 17  | M    | Eddie McGoldrick | 30 aprilie 1965        | 12       | 0      | Arsenal             |
| 18  | M    | Ronnie Whelan    | 25 septembrie 1961     | 50       | 3      | Liverpool           |
| 19  | F    | Alan McLoughlin  | 20 aprilie 1967        | 17       | 1      | Portsmouth          |
| 20  | A    | David Kelly      | 25 noiembrie 1965      | 16       | 7      | Wolves              |
| 21  | M    | Jason McAteer    | 18 iunie 1971          | 5        | 0      | Bolton              |
| 22  | P    | Alan Kelly       | 11 august 1968         | 3        | 0      | Sheffield United    |

## Grupa F

### Belgia
Antrenor principal: Paul Van Himst
| Nr. | Poz. | Jucător                 | Data nașterii (vârsta) | Selecții | Club           |
| --- | ---- | ----------------------- | ---------------------- | -------- | -------------- |
| 1   |      | Michel Preud'homme      | 24 ianuarie 1959       |          | Mechelen       |
| 2   |      | Dirk Medved             | 15 iunie 1968          |          | Club Brugge    |
| 3   |      | Vital Borkelmans        | 1 iunie 1963           |          | Club Brugge    |
| 4   |      | Philippe Albert         | 10 august 1967         |          | Anderlecht     |
| 5   |      | Rudi Smidts             | 12 august 1963         |          | Antwerp        |
| 6   |      | Lorenzo Staelens        | 20 aprilie 1964        |          | Club Brugge    |
| 7   |      | Franky Van Der Elst     | 30 aprilie 1961        |          | Club Brugge    |
| 8   |      | Luc Nilis               | 25 mai 1967            |          | Anderlecht     |
| 9   |      | Marc Degryse            | 4 septembrie 1965      |          | Anderlecht     |
| 10  |      | Enzo Scifo              | 19 februarie 1966      |          | Monaco         |
| 11  |      | Alexandre Czerniatynski | 28 iulie 1960          |          | Mechelen       |
| 12  |      | Filip De Wilde          | 5 iulie 1964           |          | Anderlecht     |
| 13  |      | Georges Grün            | 25 ianuarie 1962       |          | Parma          |
| 14  |      | Michel De Wolf          | 19 ianuarie 1958       |          | Anderlecht     |
| 15  |      | Marc Emmers             | 25 februarie 1966      |          | Anderlecht     |
| 16  |      | Danny Boffin            | 10 iulie 1965          |          | Anderlecht     |
| 17  |      | Josip Weber             | 16 noiembrie 1964      |          | Cercle Brugge  |
| 18  |      | Marc Wilmots            | 22 februarie 1969      |          | Standard Liège |
| 19  |      | Eric Van Meir           | 28 februarie 1968      |          | Charleroi      |
| 20  |      | Dany Verlinden          | 15 august 1963         |          | Club Brugge    |
| 21  |      | Stéphane Van Der Heyden | 3 iulie 1969           |          | Club Brugge    |
| 22  |      | Pascal Renier           | 3 august 1971          |          | Club Brugge    |

### Maroc
Antrenor principal: Abdellah Blinda
| Nr. | Poz. | Jucător               | Data nașterii (vârsta) | Selecții | Club                 |
| --- | ---- | --------------------- | ---------------------- | -------- | -------------------- |
| 1   |      | Khalil Azmi           | 23 august 1964         |          | Raja                 |
| 2   |      | Nacer Abdellah        | 3 martie 1966          |          | Zulte Waregem        |
| 3   |      | Abdelkrim El Hadrioui | 8 august 1972          |          | Rabat FAR            |
| 4   |      | Tahar El Khalej       | 16 iunie 1968          |          | KAC Marrakesh        |
| 5   |      | Smahi Triki           | 1 august 1967          |          | Châteauroux          |
| 6   |      | Noureddine Naybet     | 10 februarie 1970      |          | Nantes               |
| 7   |      | Mustapha Hadji        | 16 noiembrie 1971      |          | Nancy                |
| 8   |      | Rachid Azzouzi        | 10 ianuarie 1971       |          | Duisburg             |
| 9   |      | Mohammed Chaouch      | 12 decembrie 1966      |          | Nice                 |
| 10  |      | Mustafa El Haddaoui   | 7 martie 1961          |          | Angers               |
| 11  |      | Rachid Daoudi         | 21 februarie 1966      |          | Wydad                |
| 12  |      | Said Dghay            | 14 ianuarie 1964       |          | Olympique Casablanca |
| 13  |      | Ahmed Bahja           | 21 decembrie 1970      |          | KAC Marrakesh        |
| 14  |      | Ahmed Masbahi         | 17 ianuarie 1966       |          | KAC Marrakesh        |
| 15  |      | El Arbi Hababi        | 12 august 1967         |          | Olympique Khouribga  |
| 16  |      | Hassan Nader          | 8 iulie 1965           |          | Farense              |
| 17  |      | Abdeslam Laghrissi    | 5 ianuarie 1962        |          | Raja                 |
| 18  |      | Rachid Neqrouz        | 10 aprilie 1972        |          | Mouloudia Oujda      |
| 19  |      | Abdelmajid Bouyboud   | 24 octombrie 1966      |          | Wydad                |
| 20  |      | Hassan Kachloul       | 19 februarie 1973      |          | Nimes                |
| 21  |      | Mohammed Samadi       | 21 martie 1970         |          | Rabat FAR            |
| 22  |      | Zakaria Alaoui        | 17 iunie 1966          |          | KAC Marrakesh        |

### Țările de Jos
Antrenor principal: Dick Advocaat
| Nr. | Poz. | Jucător           | Data nașterii (vârsta) | Selecții | Club         |
| --- | ---- | ----------------- | ---------------------- | -------- | ------------ |
| 1   |      | Ed de Goeij       | 20 decembrie 1966      | 14       | Feyenoord    |
| 2   |      | Frank de Boer     | 15 mai 1970            | 25       | Ajax         |
| 3   |      | Frank Rijkaard    | 30 septembrie 1962     | 69       | Ajax         |
| 4   |      | Ronald Koeman     | 21 martie 1963         | 73       | Barcelona    |
| 5   |      | Rob Witschge      | 22 august 1966         | 22       | Feyenoord    |
| 6   |      | Jan Wouters       | 17 iulie 1960          | 66       | PSV          |
| 7   |      | Marc Overmars     | 29 martie 1973         | 13       | Ajax         |
| 8   |      | Wim Jonk          | 12 octombrie 1966      | 15       | Inter Milano |
| 9   |      | Ronald de Boer    | 15 mai 1970            | 9        | Ajax         |
| 10  |      | Dennis Bergkamp   | 10 mai 1969            | 31       | Inter Milano |
| 11  |      | Bryan Roy         | 12 februarie 1970      | 21       | Foggia       |
| 12  |      | John Bosman       | 1 februarie 1965       | 27       | Anderlecht   |
| 13  |      | Edwin van der Sar | 29 octombrie 1970      | 0        | Ajax         |
| 14  |      | Ulrich van Gobbel | 16 ianuarie 1971       | 6        | Feyenoord    |
| 15  |      | Danny Blind       | 1 august 1961          | 24       | Ajax         |
| 16  |      | Arthur Numan      | 14 decembrie 1969      | 4        | PSV          |
| 17  |      | Gaston Taument    | 1 octombrie 1970       | 6        | Feyenoord    |
| 18  |      | Stan Valckx       | 20 octombrie 1963      | 7        | Sporting     |
| 19  |      | Peter van Vossen  | 21 aprilie 1968        | 10       | Ajax         |
| 20  |      | Aron Winter       | 1 martie 1967          | 38       | Lazio        |
| 21  |      | John de Wolf      | 10 decembrie 1962      | 6        | Feyenoord    |
| 22  |      | Theo Snelders     | 7 decembrie 1963       | 1        | Aberdeen     |

### Arabia Saudită
Antrenor principal:  Jorge Solari
| Nr. | Poz. | Jucător              | Data nașterii (vârsta) | Selecții | Club        |
| --- | ---- | -------------------- | ---------------------- | -------- | ----------- |
| 1   |      | Mohamed Al-Deayea    | 2 august 1972          |          | Al-Ta'ee    |
| 2   |      | Abdullah Al-Dosari   | 1 noiembrie 1969       |          | Al-Ittihad  |
| 3   |      | Mohammed Al-Khilaiwi | 21 august 1971         |          | Al-Ittihad  |
| 4   |      | Abdullah Zubromawi   | 15 noiembrie 1973      |          | Al-Ahli     |
| 5   |      | Ahmad Jamil Madani   | 6 ianuarie 1970        |          | Al-Ittihad  |
| 6   |      | Fuad Amin            | 13 octombrie 1972      |          | Al-Shabab   |
| 7   |      | Fahad Al-Ghesheyan   | 1 august 1973          |          | Al-Hilal    |
| 8   |      | Fahad Al-Bishi       | 10 septembrie 1965     |          | Al-Nassr    |
| 9   |      | Majed Abdullah       | 1 noiembrie 1959       |          | Al-Nassr    |
| 10  |      | Saeed Al-Owairan     | 19 august 1967         |          | Al-Shabab   |
| 11  |      | Fahad Al-Mehallel    | 11 noiembrie 1970      |          | Al-Shabab   |
| 12  |      | Sami Al-Jaber        | 11 decembrie 1972      |          | Al-Hilal    |
| 13  |      | Mohamed Al-Jawad     | 28 noiembrie 1962      |          | Al-Ahli     |
| 14  |      | Khalid Al-Muwallid   | 23 noiembrie 1971      |          | Al-Ahli     |
| 15  |      | Saleh Al-Dawod       | 24 septembrie 1968     |          | Al-Shabab   |
| 16  |      | Talal Jebreen        | 25 septembrie 1973     |          | Al-Riyadh   |
| 17  |      | Yassir Al-Taifi      | 10 mai 1971            |          | Al-Riyadh   |
| 18  |      | Awad Al-Anazi        | 24 septembrie 1968     |          | Al-Shabab   |
| 19  |      | Hamzah Saleh         | 19 aprilie 1967        |          | Al-Ahli     |
| 20  |      | Hamzah Idris         | 8 octombrie 1972       |          | Ohud Medina |
| 21  |      | Hussein Al-Sadiq     | 15 octombrie 1973      |          | Al-Qadisiya |
| 22  |      | Ibrahim Al-Helwah    | 18 august 1972         |          | Al-Riyadh   |